# Siegmund von Maltitz
Siegmund von Maltitz (1558 urkundlich genannt) war ein sächsischer Amtshauptmann und Oberhofmarschall.

## Leben
Er stammte aus dem Adelsgeschlecht von Maltitz und erwarb die Rittergüter und Schlösser Sibeneichen, Batzdorf und Schenkenberg.
1538 war er Amtshauptmann des sächsischen Amtes Torgau.